# Gabrje pri Soteski
Gabrje pri Soteski – wieś w Słowenii, w gminie Dolenjske Toplice. W 2018 roku liczyła 35 mieszkańców.